# نام‌های اورشلیم
این مقاله به نام‌های متعدد «اورشلیم» در نزد ادیان، اقوام و ملل گوناگون در طول تاریخ می‌پردازد.

## سالیم
سالیم یا شالیم نامی است که در زمان ابراهیم (۲۰۰۰ سال قبل از میلاد) بر این شهر نهاده بودند و نام اورشلیم از آن گرفته شده‌است.
- لاتین انجیلی:Salem
- عربی: سالیم Sālīm

## مُریّا
این نام از نام صخره مقدس نزد ادیان ابراهیمی که معبد سلیمان و بعداً مسجدالاقصی و قبة الصخره بر آن بنا شده، گرفته شده‌است.
- لاتین انجیلی: Moria
- عربی: مریّا Muriyyā or Murayyā

## یبوس
یبوس از نام دژ کنعانیان که بر صخره مقدس بنا شده بود گرفته شده‌است. این سرزمین در زمان طالوت توسط داوود فتح شد و به جای آن اورشلیم بنا شد و پایتخت حکومت یهودیان گردید.
- لاتین انجیلی: Iebus
- عربی: یبوس Yabūs

## اورشلیم
اوراسالیم نام انجیلی این شهر است که معادل عربی آن اورشلیم است. این نام امروزه در مجامع جهانی و کشورهای غیر مسلمان استفاده می‌شود.
اورشلیم در عبری (و آرامی) از دو کلمه اور به معنای شهر و جایگاه و شلیم (مثل شلوم به معنای سلام) به معنای سلامت و سلام است و دارالسلام معادل عربی این واژه می‌باشد.
- لاتین انجیلی: Hierusalem
- عربی: اورشلیم Ūršalīm, Ūršalaym
- انگلیسی آمریکایی: Երուսաղեմ / Erousałem
- عبری معیار יְרוּשָׁלַיִם Yərušaláyim

## صهیون
صهیون نام صخره مقدس نزد یهودیان است و شهر اطراف آن است و کلمه صهیونیسم نیز از آن مشتق شده‌است.
- لاتین انجیلی: Sion
- عربی: صهیون Ṣuhyūn
- عبری معیار: צִיּוֹן Ẓiyyon

## ایلیا
از این نام برای اورشلیم در برخی از نوشته‌های کهن پارسی مانند گرشاسپ‌نامه سود برده شده‌است:
| بدانگه که ضحاک بد پادشا |  | همی خواند آن خانه را ایلیا |

## قدس
قدس نامی است که به صخره مقدس و سرزمین اطراف آن اطلاق می‌شود. این نام در کشورهایی با فرهنگ اسلامی به کار می‌رود. این نام از واژه عبری Ir Ha-Qodesh به معنای (شهر تقدس) گرفته شده‌است. این نام در سده چهارم هجری در دوره حکومت بوییان و فاطمیان بر سرزمین‌های مسلمان رواج یافت و در دوره عثمانیان عبارت «قدس شریف» جایگزین شد.
- عربی: القدس al-Quds، القدس الشریف al-Quds aš-Šarīf
- ترکی: Kudüs
- فارسی:قدس
- عبری استاندارد: הַקֹּדֶשׁ haQódeš

## بیت المقدس
این نام در فارسی بیشتر از «قدس» رواج دارد.
- عربی: بیت المقدس Bayt al-Maqdis, Bayt al-Muqaddas

## بلاط
این نام ندرتاً در اشعار عربی به کار رفته و از «کاخ پالاتیوم» گرفته شده‌است.
- عربی: البلاط al-Balāṭ

## دژ هوخت‌گنگ یا کنگ دژهودج یا «کَنگْ دِژْ هوخْتَ»
دژ هوخت‌گنگ، کنگ دژهودج، یا بر طبق تصحیح جلال خالقی مطلق کَنگْ دِژْ هوخْتَ نام شهر بیت‌المقدس در زبان پهلوی و پیش از اسلام بوده‌است و این نام بارها در شاهنامهٔ فردوسی آمده‌است. چنانکه فریدون برای جنگ با ضحاک به دژ هوخت‌گنگ (بیت‌المقدس) می‌تازد و در کاخی بسیار بلند بر تخت ضحاک ماردوش می‌نشیند.
نمونه‌ها:
- فردوسی» شاهنامه» ضحاک» بخش ۹

| به خشکی رسیدند سر کینه جوی |  | به بیت‌المقدس نِهادند روی    |
| که بر پهلَوانی زبان راندند  |  | همی «کَنگْ دِژْ هوخْتَ»ش خواندند |